# Filip Eriksson (ishockeyspelare)
Filip Eriksson, född 5 november 2004 i Ljungby, är en svensk professionell ishockeyspelare som från och med säsongen 2025/2026 spelar för Luleå HF i Svenska Hockeyligan. 
Erikssons moderklubb är IF Troja-Ljungby och med dem spelade han som junior innan han kom till Växjö Lakers HC där han fick spela J20 Nationell och även göra debut i Svenska Hockeyligan innan han lånades ut till Nybro Vikings IF och senare Djurgården Hockey, båda i Hockeyallsvenskan.